# Isa Danieli
Isa Danieli (n. 13 martie 1937, Napoli, Italia) este o actriță de film italiană. Ea a apărut în 32 de filme din 1962. A primit Nastro d'Argento pentru cea mai bună actriță în rol secundar (Carmela în Camorra).

## Filmografie aleasă
- Love and Anarchy (1973)
- The Peaceful Age (1974)
- Swept Away (1974)
- Il marsigliese (1975) de Giacomo Battiato⁠(d)
- Caro Michele (1976)
- Blood Feud (1978)
- Così parlò Bellavista (1984)
- Macaroni (1985)
- Camorra (A Story of Streets, Women and Crime) (1986)
- Cinema Paradiso (1988)
- Journey of Hope (1990)